# Frank Welker
Franklin Wendell "Frank" Welker (født 12. marts 1946) er en amerikansk stemmeskuespiller, som er bedst kendt for at lægge stemme til forskellige dyr og specielle lyde. Hans 40 år lange karriere og hans arbejde i over 90 film, placerer ham som nummer et på listen over "All time top 100 stars at the box office" foran blandt andet Eddie Murphy, Harrison Ford, Tom Hanks, og Samuel L. Jackson.

## Ekstern henvisning
- Frank Welker på Internet Movie Database (engelsk)
- Frank Welker på Filmdatabasen
- Frank Welker på danskefilm.dk
- Frank Welker på Scope
- Frank Welker på Svensk Filmdatabas (svensk)
- Frank Welker på AlloCiné (fransk)
- Frank Welker på AllMovie (engelsk)
- Frank Welker på Turner Classic Movies (engelsk)
- Frank Welker på Rotten Tomatoes (engelsk)
- Frank Welker på The Movie Database (engelsk)

1. ↑  Navnet er anført på engelsk og stammer fra Wikidata hvor navnet endnu ikke findes på dansk.
2. ↑  Navnet er anført på engelsk og stammer fra Wikidata hvor navnet endnu ikke findes på dansk.